# Vaughn Bodē
Vaughn Frederic Bodē (* 22. Juli 1941 in Utica, NY; † 18. Juli 1975) war ein US-amerikanischer Comiczeichner und Autor. Sein Zeichenstil hatte großen Einfluss auf die Graffitiszene.

## Biografie
Vaughn Bodē war das zweite von vier Kindern in einer katholischen Familie. Er war noch sehr jung, als die Ehe zwischen seiner Mutter und dem alkoholkranken Vater geschieden wurde. Der Vater starb an seinem Alkoholismus. Bodē entwickelte eine tiefe Abneigung gegen den Alkohol, begann aber kurz vor seinem eigenen Tod zu trinken. Bodē war ein empfindsamer Einzelgänger, der sich als Kind in detailreiche Fantasiewelten flüchtete. Im Alter von 5 Jahren zeichnete er bereits erste Cartoons, in der ersten Klasse entstand der Comicstrip Sammy the Garbage Man goes to Moon, der 1977 in Denny O’Neils Death of the Cheech Wizard posthum veröffentlicht wurde. Mit seinem jüngeren Bruder Vincent erschuf er die fremden Welten und Figuren seiner Geschichten.
Als Jugendlicher verpflichtete er sich und ging mit sechzehn Jahren zur Armee, litt dort aber unter den Reglementierungen. Homosexuelle Begegnungen führten zu schweren Schuldgefühlen. In dieser Zeit entstand der Cheech Wizard, der in seinem späteren Schaffen immer wieder auftauchen wird. 1960 schloss er sein Kunststudium an der Universität von Syracuse ab und im folgenden Jahr heiratete er seine High-School-Liebe Barbara. Den ersten Comic, Das Kämpf, veröffentlichte er 1963 im Selbstverlag und im selben Jahr wurde sein Sohn Mark geboren. Er wurde 1971 von Barbara geschieden. Vaughn Bodē starb drei Jahre später, 33-jährig, bei einem „autoerotischen Selbsttötungsunfall“.
Seit seinem Tod verwalten seine Ex-Frau Barbara und sein Sohn Mark seinen Nachlass und kümmern sich um posthume Veröffentlichungen seiner Arbeiten. Verschiedene Konzepte, Entwürfe und unvollendete Arbeiten führt Mark Bodē weiter.

## Ästhetik

Bodē-Figur in einem Piece aus den frühen 1980er Jahren

Bodēs bekannteste Figur ist der Cheech Wizard, ein rotes Männchen mit großen Füßen, dessen Torso und Kopf ewig unter seinem Hut verborgen sind, und dessen Leben aus Party, Bier und hübschen Frauen besteht. Wenn er seinen Hut einmal abnehmen muss, wird sein Kopf von einer Sprechblase verdeckt (Captured by Morton Frog, 1967) oder der Comicstrip endet abrupt (Who is Cheech Wizard?, 1974). Man hat dem Zeichner Ralph Bakshi vorgeworfen, er habe die Figur des Cheech Wizard in seinem Film Wizards plagiiert, Bakshi entgegnete, es handele sich um einen Tribut an Vaughn Bodē.
Viele männliche Figuren in Bodēs Comic-Fabeln sind von echsen- oder reptilienähnlicher Gestalt, während seine Frauen Sexgöttinnen sind. Die übliche Handlung seiner Comics bedient die zeitgenössischen, gegenkulturellen Klischees, alles dreht sich um die sexuelle Befreiung, um Drogen und allgemein die demonstrierte Ablehnung der gesellschaftlichen Norm, aber mit War Lizards ist ihm eine kraftvolle Kritik des Vietnamkrieges geglückt.
Bodēs Arbeit beeinflusste noch zu seinen Lebzeiten durch die zahlreichen Veröffentlichungen die Bildsprache der New Yorker Graffiti-Writer und seine Figuren gehören bis dato zum festen Kanon der Writing-Kultur.

## Veröffentlichungen

### Originalausgaben
Bodē veröffentlichte in verschiedensten Magazinen und Zeitschriften wie dem Satiremagazin National Lampoon (1971–1975, Cheech Wizard), dem Herrenmagazin Cavalier (1969–1975, Deadbone/Deadbone Erotica/Bodē's Erotica), der pornographischen Zeitschrift Swank (1971–1972, Purple Pictography) oder dem Underground-Magazin East Village Other (1968–1971, War Lizards, Machines, Junkwaffel u. a.). Darüber hinaus illustrierte er häufig Bücher und seine Arbeiten erschienen in einer unüberschaubaren Anzahl von Comic-Anthologien, Studentenzeitschriften sowie Comic- und Science-Fiction-Fanzines. Die folgenden Veröffentlichungen enthalten überwiegend Reprints dieser Arbeiten:
- 1963 Dǎs Kämpf (Eigenverlag; Heft, 100 Seiten) Eines der ersten Underground Comix überhaupt.
- 1966 The Man (Office of Student Publications, Syracuse, NY.; Heft, 24 Seiten)
- 1967 Machines (Office of Student Publications, Syracuse, NY.; Heft, 16 Seiten)
- 1967 Cheech Wizard (Office of Student Publications, Syracuse, NY.; Heft, 16 Seiten)
- 1971 Sunpot (Stellar Productions, New York, NY.; Heft, 32 Seiten)
- 1971 Deadbone Erotica (Bantam Books, New York, NY.; Taschenbuch, 132 Seiten)
- 1972 Junkwaffel #1 (The Print Mint, San Francisco, CA.; Heft, 36 Seiten)
- 1972 Junkwaffel #2 (The Print Mint, San Francisco, CA.; Heft, 36 Seiten)
- 1972 Junkwaffel #3 (The Print Mint, San Francisco, CA.; Heft, 36 Seiten)
- 1972 Junkwaffel #4 (The Print Mint, San Francisco, CA.; Heft, 36 Seiten)
- 1972 The Man (The Print Mint, San Francisco, CA.; Heft, 28 Seiten)
- 1972 The Collected Cheech Wizard (Company & Sons, San Francisco, CA.; Heft, 36 Seiten)
- 1973 Lizard Zen (im selbst gegründeten Verlag TKII; Heft, 32 Seiten)
- 1973 Zooks (TKII; Heft, 28 Seiten)
- 1973 Bodē´s Cartoon Concert (Dell Publishing, New York, NY.; Taschenbuch, 132 Seiten)
- 1973 Schizophrenia/Cheech Wizard (Last Gasp, San Francisco, CA.; Heft, 36 Seiten)
- 1975 Deadbone: The First Testament of Cheech Wizard (Northern Comfort, Smithers, BC.; Hardcover-Album, 80 Seiten) ISBN 0-9690506-0-7
- 1976 Cheech Wizard: The Collected Adventures of the Cartoon Messiah (Northern Comfort, Smithers, BC.; Hardcover-Album; 80 Seiten) ISBN 0-9690506-2-3
- 1977 Dǎs Kämpf (Bagginer Press, New York, NY.; Heft, 52 Seiten)
- 1978 Orange Bodē (Coughlin Publications, Marietta, GA.; Taschenbuch, 160 Seiten)
- 1983 Junkwaffel #5 (Last Gasp, San Francisco, CA.; Heft, 36 Seiten)
- 1983 Vaughn Bodē´s Erotica (Last Gasp, San Francisco, CA., Hardcover-Album, 48 Seiten) ISBN 978-0-86719-317-6
- 1986 The Complete Cheech Wizard #1 (Rip Off Press, San Francisco, CA.; Heft, 36 Seiten)
- 1987 The Complete Cheech Wizard #2 (Rip Off Press, San Francisco, CA.; Heft, 36 Seiten)
- 1987 The Complete Cheech Wizard #3 (Rip Off Press, San Francisco, CA.; Heft, 36 Seiten)
- 1987 The Complete Cheech Wizard #4 (Rip Off Press, San Francisco, CA.; Heft, 36 Seiten)
- 1988 Junkwaffel #1-4 (Last Gasp, San Francisco, CA.; Hefte, je 36 Seiten) Reprints der Print-Mint-Ausgaben von 1972.
- 1989 Poem Toons (Tundra Publishing, Northampton, MA.; Taschenbuch, 48 Seiten) ISBN 978-1-879450-39-4
- 1991 The Collected Purple Pictography (Eros Comix, Seattle, WA.; Heft, 36 Seiten) Mit Berni Wrightson.
- 2004 Rare and Well Done (Pure Imagination Publishing, Williamsburg, VA.; Album, 110 Seiten) ISBN 1-56685-029-0
- 2013 Dǎs Kämpf (Les Editions Aux forges de Vulcain, Paris; Album, 160 Seiten) ISBN 978-2-919176-26-7 Zweisprachige Ausgabe englisch/französisch.
- 2015 Cheech Wizard's Book of Me (Fantagraphics Books, Seattle, WA.; Album, 96 Seiten) ISBN 978-1-60699-819-9 Mit Mark Bode.
- 2017 Vaughn Bode's Poem Toon Colorin' Book (Flights of Imagination, Williamsburg, VA.; Heft, 26 Seiten)

Von 1988 bis 2001 veröffentlichten Fantagraphics Books in der Serie The Bodē Library eine Retrospektive seiner Werke in 14 Bänden. Im Einzelnen erschienen folgende Bände:
- 1988 Vaughn Bodē´s Erotica Vol. 2 (Fantagraphics Books, Seattle, WA.; Album 48 Seiten) ISBN 978-0-930193-55-3
- 1989 Deadbone (Fantagraphics Books, Seattle, WA.; Album, 64 Seiten) ISBN 978-0-930193-98-0
- 1990 Cheech Wizard Vol. 1 (Fantagraphics Books, Seattle, WA.; Album, 68 Seiten) ISBN 978-1-56097-042-2
- 1990 Vaughn Bodē Diary Sketchbook #1 (Fantagraphics Books, Seattle, WA.; Album, 64 Seiten) ISBN 978-1-56097-028-6
- 1990 Vaughn Bodē Diary Sketchbook #2 (Fantagraphics Books, Seattle, WA.; Album, 64 Seiten) ISBN 978-1-56097-044-6
- 1991 Vaughn Bodē Diary Sketchbook #3 (Fantagraphics Books, Seattle, WA.; Album, 64 Seiten) ISBN 978-1-56097-053-8
- 1991 Cheech Wizard Vol. 2 (Fantagraphics Books, Seattle, WA.; Album, 68 Seiten) ISBN 978-1-56097-054-5
- 1993 Junkwaffel Vol. 1 (Fantagraphics Books, Seattle, WA.; Album, 84 Seiten) ISBN 978-1-56097-086-6
- 1995 Junkwaffel Vol. 2 (Fantagraphics Books, Seattle, WA.; Album, 80 Seiten) ISBN 978-1-56097-110-8
- 1996 Vaughn Bodē´s Erotica Vol. 1 (Fantagraphics Books, Seattle, WA.; Album 48 Seiten) ISBN 978-1-56097-307-2 Reprint der Last-Gasp-Ausgabe von 1983.
- 1997 Vaughn Bodē´s Erotica Vol. 3 (Fantagraphics Books, Seattle, WA.; Album 48 Seiten) ISBN 978-1-56097-267-9
- 1997 Vaughn Bodē´s Erotica Vol. 4 (Fantagraphics Book, Seattle, WA.s; Album, 56 Seiten) ISBN 978-1-56097-283-9
- 1998 Lizard Zen (Fantagraphics Books, Seattle, WA.; Album 48 Seiten) ISBN 978-1-56097-309-6
- 2001 Schizophrenia (Fantagraphics Books, Seattle, WA.; Album, 138 Seiten) ISBN 978-1-56097-371-3

Bodē hinterließ eine Reihe Arbeiten, die er nicht mehr vollenden konnte oder für die er nur die Konzepte entwarf. Einige dieser Arbeiten führte sein Sohn Mark zu Ende. Bisher veröffentlicht wurden:
- 1992 Cobalt 60 Book One (Tundra Publishing, Northampton, MA.; Heft, 52 Seiten) ISBN 1-879450-35-6 Mit Larry Todd.
- 1992 Cobalt 60 Book Two (Tundra Publishing, Northampton, MA.; Heft, 52 Seiten) ISBN 1879450366 Mit Larry Todd.
- 1992 Cobalt 60 Book Three (Tundra Publishing, Northampton, MA.; Heft, 52 Seiten) ISBN 1-879450-37-2 Mit Larry Todd.
- 1992 Cobalt 60 Book Four (Tundra Publishing, Northampton, MA.; Heft, 52 Seiten) ISBN 1-879450-38-0 Mit Larry Todd.
- 2004 The Lizard of Oz (Fantagraphics Books, Seattle, WA.; Album, 60 Seiten) ISBN 978-1-56097-595-3
- 2015 Cobalt 60: The Rise of Lithium Pt.1 (Infzone Publications, Bristol; Heft, 40 Seiten) ISBN 978-0-9931128-3-6
- 2018 Cobalt 60 Episode Zero (Butler Digital; Heft, 24 Seiten) ISBN 978-0-692-07518-0 Augmented-Reality-Comic: Werden die einzelnen Seiten mit einer Smartphone-Kamera erfasst, können über eine App 3D-Animationen der Seiten abgerufen werden.
- 2019 Cobalt 60: The Death of Cobalt (Mark Bodē Selbstverlag; Album, 86 Seiten) ISBN 978-1-7941-6262-4

### Portfolios
- 1976 Vaughn Bodē Portfolio (Northern Comfort, Smithers, BC.; 16 Blätter, vollfarbig)
- 1977 The Bodē Broads (Bagginer Press, New York, NY.; 19 Blätter, schwarz-weiss)
- 1978 Vaughn Bodē Productions Portfolio (Bodē Productions, Berkley, CA.; 10 Blätter, schwarz-weiss)

### Deutsche Ausgaben
- 1971 Oop, prima! Da kommt meine Wellenlänge (War Lizards) in Gung Ho! (Schöngeist Verlag, Bremen; Album, 96 Seiten, 5 Seiten Bodē)
- 1975 War Lizards und Cheech Wizard: Aus seiner Unizeit in: Melzers Comic Reader (Melzer Verlag, Köln; Album, 318 Seiten, 10 Seiten Bodē)
- 1977 Vaughn Bodē, U-Comix Sonderband Nr. 8 (Volksverlag, Linden; Album, 150 Seiten)
- 1979 Das Kämpf, U-Comix Extra Nr. 6 (Volksverlag, Linden; Heft, 52 Seiten)
- 1983 Erotica (Carlsen Verlag, Hamburg; Album, 48 Seiten) ISBN 978-3-551-02791-7

### Sekundärliteratur
- 1975 James Van Hise (Hrsg.): RBCC #121 – Vaughn Bode Memorial Issue (Rocket’s Blast Comicollector, Miami, FL.; Heft 76 Seiten) Artikel und Essays über Vaughn Bodē von Gary Brown, Manny Lezcano, George Beahm u. a., Illustrationen und Comics von Vaughn Bode.
- 1976 George W. Beahm: Vaughn Bodē Index (Blankenship Printing; Album, 64 Seiten) Index der Veröffentlichungen und Biografie, mit Illustrationen und Kommentaren von Vaughn Bodē.
- 2013 Mark Bodē: The Big Book of Bodē Tattoos (Last Gasp, San Francisco, CA.; Buch, 418 Seiten) ISBN 978-0-86719-779-2 Enthält größtenteils Zeichnungen und Tattoovorlagen von Mark Bodē, aber auch einige Arbeiten seines Vaters Vaughn.
- 2016 George W. Beahm (Hrsg.): The Bode Bulletin: Facsimile Edition – Issues one through eight (Pure Imagination Publishing, Williamsburg, VA.; Album, 114 Seiten) ISBN 978-1-5369-5023-6 Faksimile-Nachdruck aller 8 Ausgaben des Bodē Bulletin, eines Vaughn Bodē gewidmeten Fanzines, welches George W. Beahm und Cuyler W. Brooks Jr. in den frühen siebziger Jahren herausgaben.

## Preise
- Scholastic Cartoon Award 1966 – für den Comic Cheech Wizard
- Hugo Award 1969 – Best Fan Artist, nominiert für Best Professional Artist im darauf folgenden Jahr.
- Yellow Kid Award 1974 in Lucca, Italien.
- nominiert für die Aufnahme in die Eisner Hall of Fame 1998 und 2002.
- Aufnahme in die Eisner Hall of Fame 2006.